# Joyce Kandie
Joyce Kandie (* 3. Mai 1979) ist eine kenianische Marathonläuferin.
2003 gewann sie den Düsseldorf-Marathon, 2006 den Belfast-Marathon und 2009 den Bath-Halbmarathon.
2011 wurde sie jeweils Dritte beim CPC Loop Den Haag und beim Hamburg-Marathon und Siebte beim Eindhoven-Marathon. Im Jahr darauf wurde sie Vierte beim Marrakesch-Marathon.
2012 gewann sie den Baden-Marathon.

## Persönliche Bestzeiten
- Halbmarathon: 1:11:09 h, 15. März 2009, Bath
- Marathon: 2:33:05 h, 22. Mai 2011, Hamburg